# Amphilochella simplicarpa
Amphilochella simplicarpa är en kräftdjursart som beskrevs av Schellenberg 1926. Amphilochella simplicarpa ingår i släktet Amphilochella och familjen Amphilochidae. Inga underarter finns listade i Catalogue of Life.